# بوژسکا
بوژسکا (به لهستانی:  Bużyska) یک روستا در لهستان است که در گمینا کورچو واقع شده‌است.